# Sparta Rotterdam
Sparta Rotterdam (phát âm tiếng Hà Lan: [ˈspɑrtaː ˌrɔtərˈdɑm]) là một câu lạc bộ bóng đá chuyên nghiệp Hà Lan có trụ sở tại Rotterdam. Được thành lập vào ngày 1 tháng 4 năm 1888, Sparta Rotterdam là đội bóng chuyên nghiệp lâu đời nhất ở Hà Lan.
Sparta hiện đang thi đấu ở Eredivisie, giải đấu hàng đầu của bóng đá chuyên nghiệp Hà Lan, giải đấu mà họ đã vô địch sáu lần, sau khi được thăng hạng từ Eerste Divisie vào mùa giải 2018–19. Câu lạc bộ là một trong ba câu lạc bộ bóng đá chuyên nghiệp của Rotterdam, những câu lạc bộ còn lại là Excelsior (thành lập năm 1902) và Feyenoord (thành lập năm 1908).

## Cầu thủ

### Đội hình hiện tại
Tính đến ngày 26/8/2024.
Ghi chú: Quốc kỳ chỉ đội tuyển quốc gia được xác định rõ trong điều lệ tư cách FIFA. Các cầu thủ có thể giữ hơn một quốc tịch ngoài FIFA.
| Số | VT | Quốc gia               | Cầu thủ                  |
| -- | -- | ---------------------- | ------------------------ |
| 1  | TM | Hà Lan                 | Nick Olij                |
| 2  | HV | Hà Lan                 | Boyd Reith               |
| 3  | HV | Venezuela              | Teo Quintero             |
| 4  | HV | Hà Lan                 | Mike Eerdhuijzen         |
| 5  | HV | Suriname               | Djevencio van der Kust   |
| 6  | TV | Cộng hòa Dân chủ Congo | Metinho (mượn từ Troyes) |
| 7  | TV | Nhật Bản               | Shunsuke Mito            |
| 8  | TV | Hà Lan                 | Pelle Clement            |
| 9  | TĐ | Na Uy                  | Tobias Lauritsen         |
| 10 | TV | Bỉ                     | Arno Verschueren         |
| 11 | TV | Maroc                  | Mohamed Nassoh           |
| 12 | HV | Comoros                | Saïd Bakari              |
| 13 | HV | Hà Lan                 | Rick Meissen             |
| 14 | TV | Hà Lan                 | Julian Baas              |

| Số | VT | Quốc gia    | Cầu thủ                         |
| -- | -- | ----------- | ------------------------------- |
| 15 | TV | Hà Lan      | Mike Kleijn                     |
| 16 | TV | Hà Lan      | Jonathan de Guzmán              |
| 17 | TV | Algérie     | Camiel Neghli                   |
| 18 | TV | Na Uy       | Joshua Kitolano                 |
| 19 | TĐ | Canada      | Charles-Andreas Brym            |
| 20 | TM | Hà Lan      | Youri Schoonderwaldt            |
| 22 | HV | Hà Lan      | Marvin Young                    |
| 30 | TM | Hà Lan      | Kaylen Reitmaier                |
| —  | HV | Tây Ban Nha | Sergi Rosanas                   |
| —  | HV | Hà Lan      | Dylan van Wageningen            |
| —  | HV | Hà Lan      | Delano Vianello                 |
| —  | TV | Hà Lan      | Jafar Bynoe                     |
| —  | TĐ | Hoa Kỳ      | Agustin Anello                  |
| —  | TĐ | Brasil      | Kayky (mượn từ Manchester City) |

### Cho mượn
Ghi chú: Quốc kỳ chỉ đội tuyển quốc gia được xác định rõ trong điều lệ tư cách FIFA. Các cầu thủ có thể giữ hơn một quốc tịch ngoài FIFA.
| Số | VT | Quốc gia | Cầu thủ                                       |
| -- | -- | -------- | --------------------------------------------- |
| —  | HV | Hà Lan   | Tijs Velthuis (tại Salernitana đến 30/6/2025) |

### Đội trẻ Sparta Rotterdam
Đội trẻ Sparta Rotterdam là đội thứ hai của Sparta Rotterdam, chủ yếu bao gồm các cầu thủ chưa đủ điều kiện để có một suất trong đội hình một. Đội đã thi đấu ở giải Tweede Divisie hạng ba kể từ năm 2016. Trước đó, đội đã chơi ở Belosystem Eredivisie.
Ghi chú: Quốc kỳ chỉ đội tuyển quốc gia được xác định rõ trong điều lệ tư cách FIFA. Các cầu thủ có thể giữ hơn một quốc tịch ngoài FIFA.
| Số | VT | Quốc gia | Cầu thủ            |
| -- | -- | -------- | ------------------ |
| —  | TM | Hà Lan   | Rafael de Heij     |
| —  | TM | Đức      | Kaylen Reitmaier   |
| —  | TM | Hà Lan   | Dylan Tevreden     |
| —  | HV | Hà Lan   | Max de Ligt        |
| —  | HV | Hà Lan   | Jay den Haan       |
| —  | HV | Togo     | Augustin Drakpe    |
| —  | HV | Hà Lan   | Jason Meerstadt    |
| —  | HV | Hà Lan   | Kjeld van den Hoek |
| —  | HV | Hà Lan   | Tiziano Vianello   |

| Số | VT | Quốc gia   | Cầu thủ           |
| -- | -- | ---------- | ----------------- |
| —  | HV | Hà Lan     | Marvin Young      |
| —  | TV | Hà Lan     | Hamza El Dahri    |
| —  | TV | Cabo Verde | Rayvien Rosario   |
| —  | TV | Hà Lan     | Constantijn Schop |
| —  | TĐ | Hà Lan     | Luuk Admiraal     |
| —  | TĐ | Hà Lan     | Jesse Bal         |
| —  | TĐ | Hà Lan     | Mike Frimpong     |
| —  | TĐ | Hà Lan     | Dano Lourens      |
| —  | TĐ | Hà Lan     | Mehmet Yüksel     |
| —  | TĐ | Hà Lan     | Dean Zandbergen   |

## Nhân viên câu lạc bộ
| Chức vụ                 | Tên                      |
| ----------------------- | ------------------------ |
| Huấn luyện viên trưởng  | Jeroen Rijsdijk          |
| Trợ lý huấn luyện viên  | Nourdin Boukhari         |
| Huấn luyện viên thủ môn | Frank Kooiman            |
| Nhà phân tích video     | Wesly Lisboa             |
| Trinh sát trưởng        | Jesper Gudde             |
| Trinh sát               | Bart Latuheru            |
| Bác sĩ câu lạc bộ       | Simon Knops              |
| Nhà vật lý trị liệu     | Rogier Hoek Kohej Sagara |
| Đội chính thức          | Ronald Hanstede          |
| Quản lý trang phục      | Ben Wessels              |
| Giám đốc học viện       | Jason Oost               |
| Giám đốc kỹ thuật       | Gerard Nijkamp           |